# Stronghold: Crusader
Stronghold Crusader је наставак игре Stronghold из 2001. Stronghold: Crusader има много тога заједничког са првом игром у серијалу, али се разликује од свог претходника у чињеници да игра више није смештена у средњовековној Европи, већ на Блиском истоку током Крсташких ратова. Игра има неколико нових арапских јединица које се могу купити у новој згради, плаћенићком центру. Иако арапске јединице не захтевају никаква средства за производњу, оне су прилично скупе. Игра је такође издата као Stronghold Warchest. Ова верзија обједињује Stronghold и побољшану верзију игре Stronghold: Crusader, садржи додатне ликове и додатну крсташку кампању.
Stronghold Warchest је само објављена у Северној Америци, што значи да играчи у остатку света никада нису имали прилике да се сретну са додатном крсташком кампањом или додатним ликовима. То се променило када је ажурирана верзија игре Stronghold: Crusader, Stronghold: Crusader Extreme пуштена у продају почетком 2008.

## Кампања
има неколико кампања. То су: Први, Други и Трећи крсташки рат, као и фиктивна кампања која симул сукоби унутар крсташке државе. Свака кампања се састоји од неколико битака, као што су Никеји, Хераклеја, опсада Антиохије, и опсада Јерусалима. Игра такође поседује крсташку серију од 50 повезаних мисија против разних противника. Упориште "Warchest" додаје још једну крсташку серију која се састоји од 30 повезаних мисија.

## Начин играња
Начин играња је сличан оригиналном упоришту. Као последица промене локације дешавања игре, фарме могу се градити само на плодном земљишту, што доводи до ривалства међу играчима за ограничену обрадиву земљу. Осим обрадивог земљишта, ресурси из прве игре - руде гвожђа, камена, мочварe (за катран који се може користити за одбрану замка) су такође присутни. Игра додаје многе нове противнике, нови начин игре (skirmish) и новие Арапске јединице које се могу купити у плаћеницким шаторима. Док их сакупља, играч може изабрати да ли да ће ресурсе да користи за потребе одбране или производње, или једноставно да их прода.
Постоје два начина да се регрутује војска:
1. Први начин је да направите или купите оружје и онда да регрутујете крсташке јединице
2. Други начин је да купите арапске јединце у плаћеничким шаторима

## Stronghold Crusader Extreme
Двадесет и осмог јануара 2008, Firefly Studios је најавио Stronghold Crusader Extreme.